# تو پوینت (مونتانا)
تو پوینت (به انگلیسی: Two Dot) یک منطقهٔ مسکونی در ایالات متحده آمریکا است که در مونتانا واقع شده‌است. تو پوینت ۱٬۳۵۳٫۹۴ متر بالاتر از سطح دریا واقع شده‌است.